# 青岛路
青岛路是江苏省南京市鼓楼区的道路，1930年以青岛市定名。1935年开辟，路基宽16米。北起汉口路，南至广州路，毗邻南京大学鼓楼校区。